# جزيرة لامباهين
جزيرة لامباهين وهي جزيرة من جزر إندونيسيا، وتقع في إقليم كالمنتان الوسطى في إندونيسيا.